# Brain Challenge Vol. 2: Stress Management
Brain Challenge Vol. 2: Stress Management es un videojuego de lógica desarrollado por Gameloft Argentina y publicado por Gameloft para J2ME, BlackBerry y Windows Mobile. Es la secuela de Brain Challenge. Fue lanzado en 2007 para J2ME y en 2009 para BlackBerry y Windows Mobile.

## Jugabilidad
Brain Challenge 2 es un entrenador cerebral que consta de 20 minijuegos en cinco categorías diferentes: Visual, Memoria, Concentración, Lógica y Matemáticas. Básicamente, existen dos modos de juego principales: Daily Test y Training Room. El modo Daily Test consta de dos pruebas diferentes: Brain Test y Stress Test. La sección Sala de Entrenamiento se divide en dos secciones: Entrenamiento Normal y Entrenamiento Estresante. En los modos de estrés, el jugador realiza las mismas pruebas que en el modo de prueba normal, pero bajo ciertas restricciones o distracciones. El juego realiza un seguimiento del rendimiento del jugador en una serie de gráficos.

## Recepción
Kath Brice de Pocket Gamer escribió: "Un juego de entrenamiento mental muy equilibrado con una buena selección de desafíos divertidos. Muchos incentivos para seguir, lo que significa que te mantendrá entrenando durante semanas".